# Георгі Мінчев
Георгі Мінчев (болг. Георги Минчев, за паспортом з 1950-х років — Куртєв; 9 квітня 1943, Софія, Третє Болгарське царство — 18 лютого 2001, Софія, Болгарія) — болгарський поп- і рок-музикант, співак, композитор і телеведучий. Відомий як один із основоположників болгарської рок-музики, фронтмен болгарських рок-гуртів «Стари муцуни» та «Полезни изкопаеми», а також як учасник колективів «Бъндараците», «Щурците» і «Сребърните гривни».
Кар'єру розпочав у 1960-х роках: ще студентом отримав премію на фестивалі «Золотий Орфей» за виконання відомої пісні «Бяла тишина» у супроводі «Щурците» та струнного квартету «Димов». Тоді ж співав композиції багатьох легендарних рок-музикантів. У 1970-ті роки поїхав вчитися на режисера до Бельгії. Пізніше працював журналістом і ведучим на болгарських каналах. 1987 року випустив дебютний студійний альбом «Българският рок».
18 лютого 2001 року Мінчев помер від раку уві сні, під час відпочинку від роботи над черговим альбомом. Для музикознавців і болгар Мінчев став одним із найбільших виконавців у країні. На його честь започаткували фестиваль «Цвете за Гошо». Іменем Георгі Мінчева названо вулицю в центрі Софії. У Созополі знаходиться меморіал, присвячений музикантові, на Алеї року в Каварні встановлено пам'ятник.

## Біографія та творчість

### Дитинство і юність
Народився 9 квітня 1943 року в столиці Третього Болгарського царства (нині — Болгарії) Софії у кварталі Горен Лозенец, де і провів своє дитинство, живучи, за спогадами друга дитинства і сусіда Валентина Ізмірльова, в розкішному будинку з двориком й альтанкою, побудованому близько 1930-х років. З ранніх років у Куртева почали виявлятися гарні лідерські якості, для своїх ровесників він влаштовував саморобний театр ляльок.

У справі Мінчева зазначено, що він походить від родини службовців. Його батьки перебували в оточенні царя у 1943—1944 роках. Георгій мав брата, засудженого за «ворожу діяльність» і сестру Марину Куртеву. Хлопчик особливо поважав і любив свого батька Петира, вони проводили багато часу разом. 1947 року, через рік з моменту скасування інституту монархії, Петир під час весільної подорожі зробив спільний знімок з царем Борисом III, за що того ж року його фабрику піддали націоналізації, а його самого влаштували на посаду бухгалтера. У 1952 році мати Георгі покинула чоловіка, через два роки вони розлучилися і Петро став ливарником. Попри рішення суду, Георгі залишився жити з батьком. Батько підтримував інтерес сина до музики. Петир отримав тюремний термін за спекуляцію, у середині 1950-х років його відправили до табору. Тоді мати одружилася з доктором Кирилом Куртевим (також «неприязно налаштованим до Народної влади») і змінила прізвище сина з метою захистити його від спілкування з батьком і дати можливість здобути хорошу освіту. Мінчев переїхав до центр столицы.
Відразу після присяги в Мариці з'явився справжній батько Гоші — Петир Мінчев, який щойно вийшов з в'язниці. Високий приємний чоловік середнього віку зі смаглявим обличчям і в капелюсі з берегами. На ньому було темно-синє довге пальто, і ми з Гошею зустріли його біля воріт. Говорив він інтелігентно, із характерним софійським акцентом. Це була та сама людина, яка через свою дружину потрапила до в'язниці за Акт про спекуляцію і, покинута нею, повернулася звідти ні з чим, навіть без сина, який мав прізвище. <…> Петир Мінчев раптово помер через кілька років, не залишивши по собі нічого. Лише 1966 року я побачив в афішах нове прізвище Гоші — Георгі Мінчев.Оригінальний текст (болг.)
В Марица веднага след клетвата се появи истинският баща на Гошо — Петър Минчев, който току-що бе излязъл от затвора. Висок приятен мъж на средна възраст, с тъмен тен и бомбе. Беше в тъмносиньо дълго палто и с Гошо го срещнахме на портала. Говореше интелигентно, с характерен софийски акцент. Това беше същият човек, който заради жена си влиза в затвора заради Закона за спекулата и изоставен от нея, се завръща оттам без нищо, даже синът му не носеше неговата фамилия. <...> Петър Минчев почина скоропостижно няколко години по-късно, като не остави нищо. Едва през 1966 година видях в афишите новата фамилия на Гошо — Георги Минчев.
— Бісер Кіров, «Благодарствена песен», 2017
Мінчев закінчив факультет зовнішньої торгівлі в Економічному інституті імені Карла Маркса (нині — Університет національного та світового господарства). Георгі виключили з комсомолу і відсторонили від навчання через «погану поведінку», виявлену під час служби в казармі в Пазарджику: юнак танцював твіст, недолюблював і жартував про КПРС і Хрущова, а також був «прихильником китайців». Освіта Мінчева відновилася 1964 року завдяки амністії з приводу 20-річчя перевороту 9 вересня та листа матері, адресованого Народним зборам. Музикант відмовився ставати членом комсомолу.
Виконувати свої пісні, приблизно по 150 разів на день, Георгі вперше почав у Созополі на початку 1960-х років. У 1962 році з'явився перший болгарський рок-гурт «Бъндараците»; за два роки до неї приєднується і Мінчев. Бажаючи приєднатися до створеного 1966 року після розпаду «Бъндараците» колективу «Щурците», Мінчев за допомогою приятеля та композитора Бориса Карадимчева заспівав майбутній хіт «Бяла тишина» на магнітофон і поставив запис лідерові групи Кириллу Маричкову телефоном. Той сприйняв пісню прихильно. Тоді музиканти зв'язалися з Богомилом Гудєвим із проханням написати текст. 1967 року за виконання цієї пісні на фестивалі «Золотий Орфей» у супроводі «Щурците» та струнного квартету «Димов» Мінчев отримав свою першу премію, «Мелодия года». За рік до цього, у березні 1966 року, з піснею «Снегът на спомена» Мінчев номінувався на премію «Мелодия на месеца».
Під час гастролей Мінчева помер батько Петир. Того ж дня Георгі вирушив до лікарні, де поспілкувався із сусідом батька по палаті. Той розповів, що незадовго до смерті Петир почув «Бяла тишина» на радіо і його останніми словами була фраза «Це мій хлопчик. Нехай він співає свої пісні!».
Після здобуття диплома працював співаком за договором. Спробував себе на конкурсах «Сочі '68» (нагорода «Найкраще виконання радянської пісні») та «Интервизия» у Карлових Варах (1969). 1969 року отримав «Першу нагороду за болгарську пісню» на «Золотому Орфеї» за спільне з Марією Нейковою виконання пісні «Закъснели срещи», що увійшла до фільму «Мъже в командировка».
Найвідоміші пісні Георгія Мінчева з його ранньої творчості — «Бяла тишина», «Снегът на спомена» та «Сребърни ята». Пісні були хітами не тільки у Болгарії, а й за кордоном. Мати була єдиною близькою людиною Георгі, яка не приймала його творчості — з самого початку кар'єри вона забороняла йому співати, аргументуючи це тим, що не хоче, щоб її син був «розбещений на гастролях».
Вважається одним з основоположників болгарської рок-музики. Окрім участі у групах "Бъндараците"та «Щурците», у 1960-х роках співав із Бісером Кіровим і Василем Попвасилєвим. у 1965 році був солістом «Студио 5», у 1966—1968 роках супроводжував квартет «До-ре-ми-фа», у 1968—1969 роках — брав участь у групі «Сребърните гривни». Водночас співав кавери на пісні Кліфа Річарда, Джеррі Лі Льюїса, Елвіса Преслі та Літла Річарда. Мінчев співпрацював з відомими болгарськими диригентами Вілі Казасяном і Мілчо Лєвієвим. Допоміг потрапити на сцену Бісеру Кірову, Михаїлу Бєлчеву, Борису Гуджунову, Марії Нейковій та Васко Крипкате.

### Журналістика. 1970-і-1990-і роки
У 1971 році Мінчев знявся в епізодичній ролі в художньому фільмі Методі Андонова «Немає нічого кращого за погану погоду», де виконав однойменну пісню. Тоді ж музикант поїхав навчатися режисури кіно та телебачення до Бельгії. Там він записував маловідомі у Болгарії пісні французькою мовою. У Бельгії Мінчев видав свою першу маленьку платівку, яка отримала оцінку диригента Жака Мерсьє. Напередодні Різдва 1971 року Мінчев замість запланованої вечірки провів ніч у поліційній дільниці — його заарештувала місцева поліція. Причина була в тому, що музикант мав вигляд серійного ґвалтівника з Монса, що розшукується. Коли поліціянти увірвалися до квартири, то виявили, що легендарний болгарський музикант ділив невелику квартиру з ще 10-15 людьми, сенбернаром, великою тропічною ящіркою, кількома хом'яками та колонією білих мишей. Після закінчення Бельгійського коледжу мистецтв (фр. L'Institut des arts de diffusion, IAD, Брюссель) в галузі виконавського мистецтва, мовлення та техніки зв'язку у 1977 році, він повернувся на батьківщину. На честь свого повернення планував випустити альбом, але численні життєві й особисті проблеми завадили здійсненню творчих планів.
Мінчев отримав звістку від своєї дружини — моделі Ліліани Йончової, з якою вони за 10 років до цього познайомилися в залі Универсиада, про те, що та закохана у тенісиста Божидара Пампулова і хоче розлучитися. Георгі швидко зібрав валізи і повернувся до Болгарії. Він ходив центральними закладами, щоб люди звернули на нього увагу і розповіли про повернення дружині. На його подив, він отримав офіційне повідомлення про розлучення на тій підставі, що хотів жити за кордоном. Насправді причиною подачі Ліліани на розлучення стали постійні гастролі, репетиції та вечірки її чоловіка. Другий шлюб Георгія, вже з дівчиною Люсі, також виявився невдалим. З 1983 року і до самої своєї смерті Мінчев більше ніколи не одружився.
Вже у 1980-х роках Георгі спробував себе в ролі журналіста на місцевому телебаченні: працював на Радіо «Софія» та БНТ, був ведучим конкурсів Песни на седмицата", «От 1 до 5» і «Младежкия конкурс за забавна песен». У ці роки Мінчев також виконав своєрідний гімн болгарських рок-музикантів «Българският рок», написаний Нікі Качаровим. Саме так називається його дебютний альбом, випущений 1987 року. До нього увійшли багато емблематичних композицій музиканта — «Урок по рок», «Почти полунощ», «Есен в Созопол», «Какви времена» й інші. Співак видав ще кілька сольних альбомів: «Рокендрол ветерани», «Равносметка» та збірку «Бяла тишина».
У 1980-х роках мати музиканта заарештували і відправили за ґрати на три роки за звинуваченням в «економічному шпигунстві на користь австрійської фірми» і спільної з сином торгівлі іконами, де і померла. Наприкінці десятиліття на Мінчева відкрили справу про оперативне спостереження. У документі було написано, що, крім усього іншого, музикант підтримував зв'язок зі зрадниками Батьківщини і сам був агентом бельгійської контррозвідки, а також мандрував містами Болгарії, де влаштовував дискотеки. Мінчев отримав псевдонім «Цветният» (з болг. — «Кольоровий»).

### Останні роки. Хвороба та смерть
1988 року Мінчев знову виконав «Бяла тишина» спільно зі «Щурците» у рамках ювілейного концерту гурту на честь 20-річчя з моменту заснування. Для тематичного документально-концертного фільму у Мінчева також взяли невелике інтерв'ю.
7 червня 1990 року Мінчев виступив на наймасштабнішому мітингу Болгарії, організованому партією СДС за кілька днів до перших демократичних виборів у країні. На тодішньому Орловому мості та сьогоднішньому бульварі Цариградско шосе зібралося близько 1 мільйона людей. У період розпаду соціалістичного табору Мінчев став співаком демократичних перетворень і спричинив фурор піснею «Блажени години»; вона здобула особливий успіх на радіо і мала прозвучати в передачі «Пісні на седмицата», проте ведучий Мінчев вважав це неправильним, внаслідок чого від включення до програми було вирішено відмовитися.
Разом із Петиром Гюзелевым 1991 року заснував гурт «Стари муцуни». До її складу входили також Іван Лечев, Івайло Крайчовскі та Георгі Марков. Гурт дебютував 1 червня у клубі «113+» при Софійському університеті. Наступного року «Стари муцуни» взяли участь на фестивалі в Ла-Рошелі у 1992 році, а у 1994 році випустили альбом «Бира, секс и рокендрол». Такі пісні, як «Българско реге», «Кръчмата на Спас», «Гадже бонбон», «Българският рок» і «Блажени години» стали хітами. Однією з останніх відомих пісень Георгія стала «Сам на бара».
Мінчев часто відвідував редакцію телебачення. В один із заходів його помітила головна редакторка, яка раптово, без зрозумілої причини, почала дуже грубим тоном ображати музиканта. Той, як і раніше, перебуваючи в спокої й одночасно здивуванні, мирно пішов зі студії. З того моменту і до середини-кінця 1990-х років пісні Мінчева перестали включати радіо.
1993 року Мінчеву діагностували доброякісну пухлину головного мозку, через яку йому довелося пережити 7 операцій; після кожної з них він записував новий альбом. 1998 року разом із Развігором Поповим Створив групу «Полезни изкопаеми». Георгі знову привернув до себе увагу піснею «Блажени години», музика якої кавер-версія на мелодію американського кантрі. Цього ж року взяв участь у днях музики в Маконі, Франція. У 1990-х роках разом з «Подуене блус бенд» і Васко Крипкатой Мінчев влаштував концерт на даху, «відтворивши» знаменитий останній концерт The Beatles, і виконав пісню Чака Беррі «Johnny B. Goode». 1997 року про Мінчева зняли першу документальну стрічку — «Плач за една сянка: „Старо момче“» (режисер і сценарист Ніколай Вілчінов).
Протягом двох останніх років, кожні чотири місяці, хірурги робили йому трепанацію черепа. За пів року до смерті Георгі пережив інсульт, проте продовжував займатися гастрольною діяльністю. В останні роки життя, коли Мінчев вже був тяжко хворий і переніс кілька операцій, музикант знайшов втіху в суспільстві світловолосої дівчини болгарського та французького походження — Ліліани Колеф-Кіри, яка стала його джерелом натхнення й опорою. За спогадами свідків пара часто ходила за руки в Південному парку і тихенько розмовляла.
Протягом 2000 року Георгі працював з Іваном Лечовим та Івайлом Крайчовським над своїм новим альбомом «Утрешният свят». Мінчев мав багато ідей для пісень, проте вже був занадто виснажений хворобою. Переклад до пісень музикант написав ще під час перебування в Бельгії. Він квапив друзів з гурту «ФСБ», щоб ті якнайшвидше записували його композиції в студії. На думку близьких музиканта, він поспішав, бо передчував смерть. Альбом вийшов під назвою «Le Monde De Demain» і містив пісні, написані Мінчевим і Колеф-Кірою французькою мовою. За його словами, була довга суперечка з продюсером щодо того, якою мовою будуть тексти: французькою або англійською. У підсумку всі пісні виконувались французькою.

Останніми прижиттєвими матеріалами з Георгі стали записи з його появою у передачі «Блус до дупка» на радіо Експрес й інтерв'ю газеті «Жената днес». За спогадами Кирила Маричкова, в останні місяці перед смертю Георгі був дуже позитивним і про все, зокрема про восьму, останню операцію, говорив з гумором. Вже після його смерті друзі дізналися, що під кінець життя музикант жив дуже бідно.
Цей «білий» хлопчик прожив свої останні роки без опалення, з неоплаченим «Тіко» та з вкраденим ентузіазмом. Він не став зупинятись біля синього штабу партії. Я повинен був піти до СДС, щоб попросити начальство відвідати Георгія перед його смертю. Жебракувати і просити Гоша не вмів, і тільки його вірна сестра Марина з Відня змогла залатати його фінансові проблеми.Оригінальний текст (болг.)
Това „бяло“ момче изживя последните си години без парно, с неизплатено „Тико“ и с окрадени възторзи. Не се умилкваше около синия партиен щаб. Трябваше аз да ходя на „Раковски“ 134, за да моля началството да го посети преди смъртта му. Гошо не знаеше да моли и проси и само вярната му сестричка Марина от Виена успяваше да закърпи финансовите му проблеми.
— Бісер Кіров, «Благодарствена песен», 2017
Близько сотні друзів, знайомих і родичів зібралися, щоби побути з ним востаннє. 18 лютого 2001 року, приблизно о 18:00, Георгі Мінчев помер уві сні від раку. За спогадами, життя співака обірвалося під пісню «Равносметка», написану для нього другом Бугі Барабатою. Перед смертю він заповів свою гітару Васілю Георгієву (Васко Крипката), який пізніше вклонився з нею на могилі американського співака Джимі Гендрікса в Сіетлі (США). За словами Васко, звістку йому повідомила сестра музиканта. Співака поховали 21 лютого 2001 року на одному із софійських цвинтарів.

## Творчість та стиль

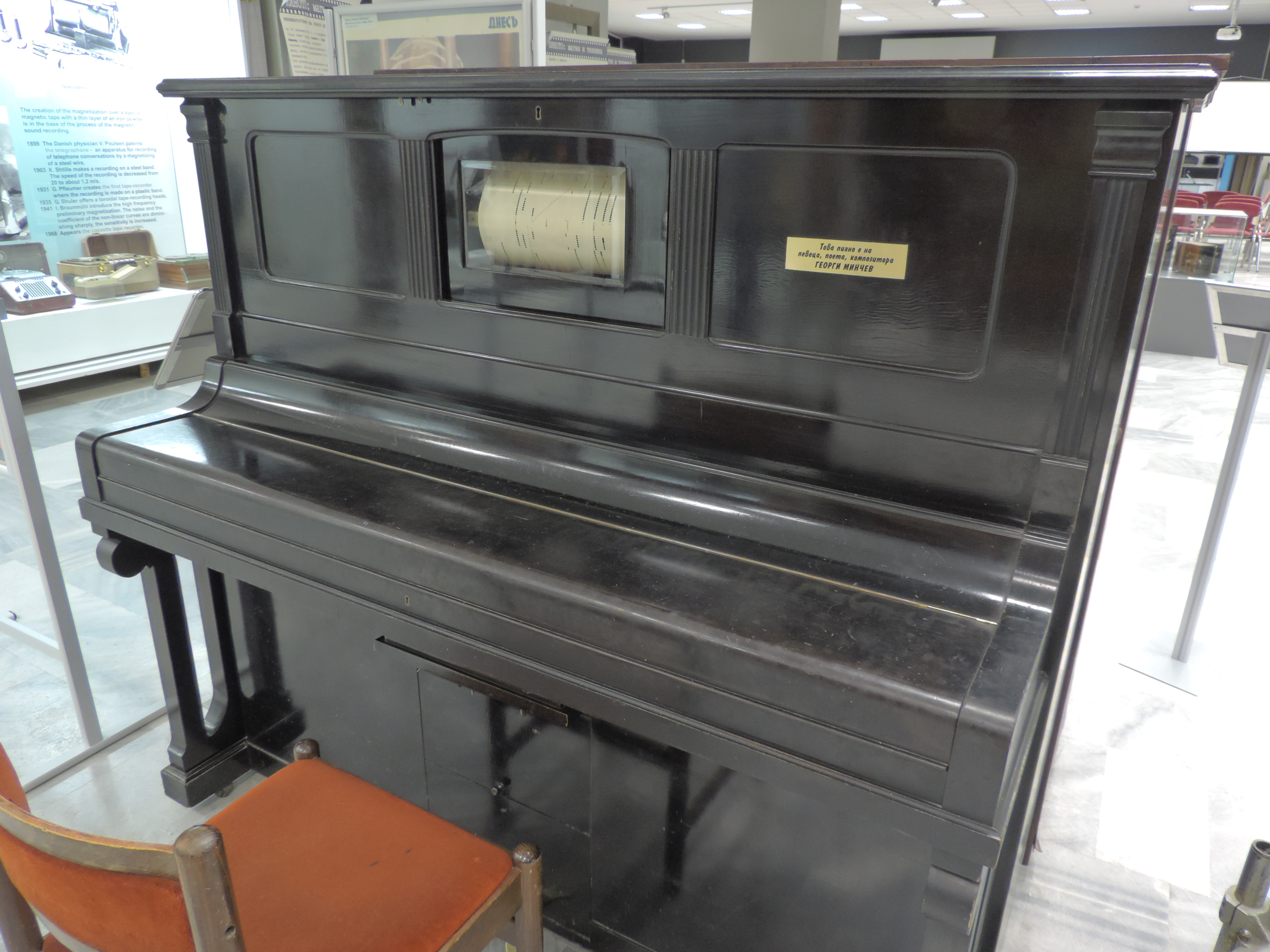
Механічне піаніно Мінчева. Експонат з Національного політехнічного музею у Софії

За своє життя Георгі Мінчев написав понад 300 пісень, близько 220 із яких — на власні тексти; деякі з них опублікували в збірці поезій 1994 року. Сучасні музикознавці дотримуються експертної думки, що Мінчев є класичним представником жанрів блюз, блюз-рок, психоделічний рок (сам Мінчев відзначав елементи психоделики в тексті «Бяла тишина»), хардрок і попрок у Болгарії. У складі групи «Сребърните гривни» Мінчев й інші учасники вирішили грати народну музику. Пісні і творчість Георгі — про мрії і сум, надії та розчарування, любов і зради — підкуповують слухачів щирістю і відвертістю, неповторною вишуканістю і бунтарським духом. Більшість текстів Мінчев писав сам. На думку Бісера Кірова, «у гірких автобіографічних піснях, поряд із теплою самоіронією, звучить великий дар поета, і саме ці пісні пережили його та залишаються прикладом для молодих». Кіров називав Мінчева «зразком освіченої та високоінтелігентної духовності, порівнянної з відомими текстами французьких бардів» й «орфеєм болгарського року».

## Пам'ять

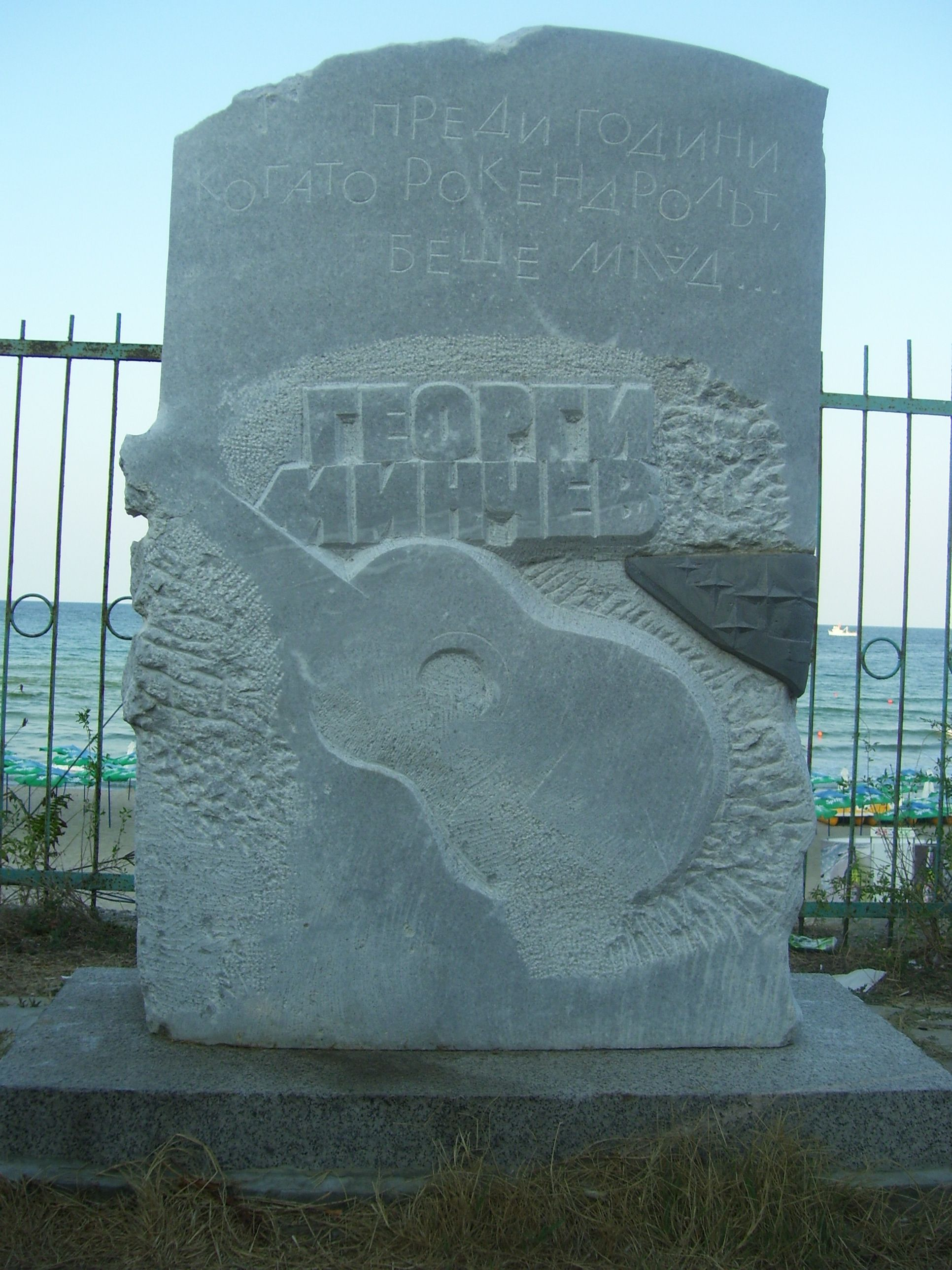
Меморіальна плита у Созополі

У 2001 році після смерті музиканта на його честь було засновано фестиваль рок-музики «Цвете за Гошо», організатором якого виступив Крипката. До пандемії коронавірусу блюз-фестиваль проходив у Південному парку, одному з найбільших у Софії. Іменем Георгі Мінчева названо вулицю в Софійському районі Редута. Вірш, присвячений співаку, увійшов до збірки письменника Іво Казара.
У Созополі стоїть меморіальна плита в пам'ять Георгі з написом «Преди години, когато рокендролът беше млад». Назву міста згадував сам виконавець у багатьох своїх піснях.

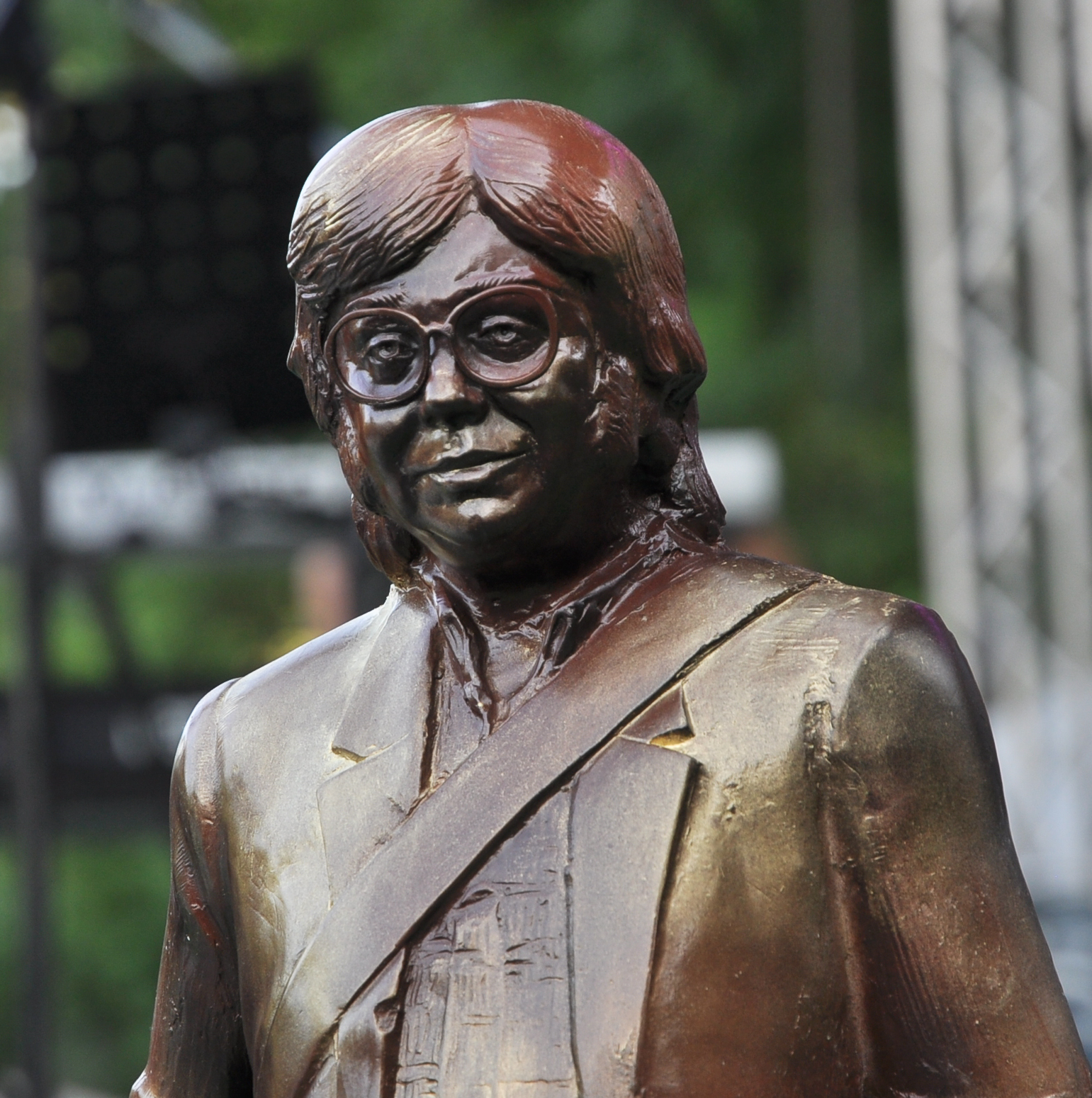
Проєкт пам'ятника у Каварні

1 червня 2013 року в місті Каварна в рамках місцевого рок-фестивалю, недалеко від статуї Ронні Джеймса Діо, на Алеї Рока відкрили бронзовий пам'ятник Мінчеву скульптора Красимира Ломскі. За годину до відкриття друзі співака влаштували імпровізований концерт, на якому виконувалися улюблені пісні Мінчева. Ідею пам'ятника запропонував мер громади Каварна Цонко Цонєв ще на початку 2010-х років. Він її представтв на пресконференції в Каварні 20 лютого 2011 року. Ідею підтримали багато друзів музиканта: Васко Крипката «Щурците», Звєздомир Керемідчієв, «Уикеда», Георгі Мархолев, Івайло Крайчовський, Мілена Славова, «Монолит», «Блус трафік» і багато інших. Пам'ятник хотіли закінчити до кінця липня і встановити до кінця літа, а 3 — 5 вересня планувалося об'єднати рибний фестиваль з «Цвете за Гошо». Ранній проєкт пам'ятника — Мінчев, що сидить на морському камені з гітарою «в типовій для нього позі». Висота пам'ятника повинна була становити 160 см, а його бюджет склав близько 50 тисячі левів. Щоб не просити допомоги у Міністерства культури, ініціативний комітет організував благодійний концерт у Sofia Live Club 14 березня. Оскільки потрібні кошти не були зібрані до термінів, гіпсовий макет був готовий лише до вересня 2012 року, були організовані повторні збори.
6 жовтня 2023 року в софійському кінотеатрі «Влайкова» відбулася прем'єра документального фільму про життя та творчість Георгі Мінчева «„Цветният“ скитник» (з болг. — «„Кольоровий“ бродяга»), знятого в рамках серії передач «БНТ представя». Росен Єлезов зрежисував фільм, сценарій написала Хелія Чавдарова, а роль оператора виконав Цвєтан Недков.

## Дискографія

### Студійні альбоми
- «Българският рок[bg]» (1987)
- «Рокендрол ветерани[bg]» (1988)
- «Бира, секс и рокендрол[bg]» (1994, у складі гурту «Стари муцуни»)
- «Равносметка[bg]» (1995)
- «История с китара[bg]» (1999)
- «Le Monde De Demain» (2000)

### Сингли
- «Когато минем под ръка» (1966, вместе с квартетом «До-ре-ми-фа[bg]»)
- «Закъснели срещи» (1968 или 1969, также известен под названиями «Пее Георги Минчев» и «Сребърни ята»)
- «Георги Минчев и „Сребърните Гривни“» (1970)
- «Георги Минчев» (1972)
- «Entre Toi Et Moi» (1975)
- «Палома Бланка» (1976)
- «Рокендрол» (1980)

### Збірники
- «Бяла тишина»[bg] (1993)
- «Сам на бара» (1994)
- «Подбрано — част 1»[bg] (2005)

## Відеографія
Відомі лише два офіційні відеокліпи з Георгі Мінчевим, знятих Болгарським національним телебаченням у 1967 році. Перший — на пісню «Бяла тишина» — було знято серед столиків ресторану в центрі Софії перед Храмом-пам'ятником Олександра Невського. Кадри з музикантами перериваються різними ракурсами фонтану та паперового кораблика, який у нього кинув хлопчик. Відео для «Снегът на спомена» теж не екстравагантно — його зняли на моренах Витоші, де Мінчев блукає наодинці зі своєю гітарою.
| Рік      | Назва                 | Режисер        |
| -------- | --------------------- | -------------- |
| 1967     | «Бяла тишина»         | Невідомо (БНТ) |
| 1967     | «Снегът на спомена»   | Невідомо (БНТ) |
| невідомо | «Някога, някога»      | Невідомо       |
| невідомо | «Музиканстка съдба»   | Невідомо       |
| невідомо | «Стар, избелял албум» | Невідомо       |
| невідомо | «Първи в класация»    | Невідомо       |

## Фільмографія
| Рік  |     | Українська назва                        | Оригінальна назва                   | Роль                                                 |
| ---- | --- | --------------------------------------- | ----------------------------------- | ---------------------------------------------------- |
| 1971 | ф   | «Немає нічого кращого за погану погоду» | Няма нищо по-хубаво от лошото време | в ролі самого себе, виконавець головної пісні фільму |
| 1988 | док | «Щурците — через 20 років»              | Щурците - 20 години по-късно        | в ролі самого себе                                   |
| 1997 | док | «Плач по тіні: „Старий хлопчик“»        | Плач за една сянка: „Старо момче“   | в ролі самого себе                                   |
| 2013 | док | «Лорд Бинді з Софії»                    | Лорд Бънди от София                 | в ролі самого себе                                   |
| 2021 | док | «„Кольоровий“ бродяга»                  | „Цветният“ скитник                  | в ролі самого себе                                   |

## Виноски
1. ↑  Справа про оперативне спостереження (ДОН) утворюється на початку оперативного спостереження за поведінкою осіб, про антидержавну діяльність яких немає даних, але в силу свого соціального походження, службового та суспільно-політичного становища та антинародної діяльності до 9 вересня 1944 року. або в силу покарання за ворожу діяльність після перемоги соціалістичної революції становлять небезпеку для безпеки країни, мають вороже ставлення до соціалістичного ладу, мають вплив серед ворожих середовищ і можуть у якийсь момент за власною ініціативою або під впливом противника почати підривну діяльність.